# Ghost Train
Ghost Train (オトシモノ (Otoshimono)?), es una película de terror japonés lanzada en 2006. 
Fue la primera película japonesa lanzada en Corea antes que Japón. Lanzada el 27 de julio de 2006 en Corea, y luego el 30 de septiembre de 2006 en Japón. La película fue lanzada en Taiwán el 17 de noviembre de 2006 y Hong Kong el 23 de noviembre de 2006. En julio de 2007, ADV Films lanzó un Inglés localización dub de la película en DVD. En 2008, la película, junto con más de 30 otros títulos de ADV fue transferido a Funimation Entertainment, quien luego lo relanzó en 2009.
La historia hace referencia a un evento ocurrido en Mizunashi durante 1971, en la que una señora llamada Yaeko Aonuma murió en un accidente de tren. El director se tomó dos años para crear la trama de la película y desarrollarla con su editor. 
Una novela y la adaptación cómica fueron publicadas en el mismo año, con la publicación de las obras a cargo de la Kadokawa Shoten. 

## Trama
Takeshi, un niño que tomó un tren, se encuentra un Ticket. Él lo toma y una mujer extraña vestida de negro, con piel blanca y cabello largo y negro, le dice que va a morir. Su compañera de clase, Noriko, y su hermana mayor se lo encuentran y Takeshi les dice que alguien le dijo que iba a morir. Luego Takeshi se dirige al tren y ve que está completamente vacío, pero de repente ve a la Mujer de Negro que le dijo que iba a Morir. Luego se para y se abren las puertas del tren y La Mujer lo arrastra hasta caer al vacío. Cuando el tren pasa por un túnel es detenido por el conductor que ve un cadáver y sale a examinar la muestra. Mientras tanto, la mujer que Takeshi vio antes está junto a él, sin comprender que murmura "Give ... quiere ... volver ...". Takeshi se aleja de ella. Mientras lo hace, la puerta del tren se abre de pronto, y él es tirado por la mujer fuera del tren, pidiendo ayuda a gritos. El tren comienza a moverse.
Al día siguiente, Takeshi es reportado como desaparecido. Noriko muestra su hermana, Nana, el Ticket y dice se trata del mismo que encontró Takeshi. Nana toca el Ticket y ve la muerte de un bebé y su madre. Un conductor (hombre diferente, no desde la primera escena) es degradado a objetos perdidos a causa de él organizador de parada del tren. La policía había 4 menciona los informes de este mes sobre un cuerpo en el tren. Su amigo le preguntó si veía a "El fantasma". Al día siguiente, el día de Noriko regresaba de la escuela, ella ve a Takeshi caminando por el otro lado de las vías del tren. Ella lo sigue y nunca se volvió a ver.
Nana, ahora sabiendo que algo está pasando con el túnel, decide investigar sobre el mismo. Ella recuerda en el Ticket decía un nombre: Aonuma Yaeko. Ella va a visitar el conductor degradado para comprobar lo perdido y encontrado la historia. Resulta que el Ticket ha sido devuelto varias veces y todos los que regresaron terminaron perdidos. Nana examina la imagen de las personas desaparecidas. Un lado de la cara se está degradando, con marcas de negro y sus ojos se han convertido en negro. Ella se aleja.
Kanae, una compañera de clase de Nana, Tomó el Tren con su amiga, Su novio encuentra un brazalete de entre un cojín y lo pasa a ella, diciendo que lo lleven, es completamente nuevo. Kanae lo lleva pero más tarde sus "amigos" llaman un tonto porque lo lleva, ya que se encontró al azar. Kanae intenta llamar por teléfono a su novio pero él no se recupera. Se dirige a la estación, al intentar quitar la pulsera, lo que resulta imposible, ella ve a su novio. Ella se acerca a él en la estación de tren abandonada donde se extiende y la estrangula. Resulta que el espíritu que vio Takeshi (Yaeko) es el control de su novio. Kanae empuja a su novio en las pistas y Yaeko hojas de acogida. Su novio, con muy pocos segundos de sobra, le dice que tenga cuidado con Yaeko y muere, atropellado por un tren.
Nana recibe un mensaje de Noriko, que le dice que encontró Takeshi y lo va a seguir. Nana llega a la casa de Takeshi para encontrarlo en un lío. Ella investiga el desorden hasta que algo cae del techo. Es Takeshi, pálido negro, controlado por Yaeko, y desnudo. Él trata de atacarla, pero ella esquiva y corre hacia una habitación. La madre de Takeshi llora repitiendo "No es Takeshi".
Nana es en la comisaría explicando lo sucedido. Ella se va sin que nadie le cree. Fuera de la ventana ve Kanae con sus padres con la policía. Parece que se piensa que es el asesino de su novio.
Al día siguiente, Kanae está caminando por el metro hasta que ve una sombra. Yaeko agarra por el brazo Kanae hacia las vías del tren hasta que llega Nana. Yaeko se disipa. Ambos hablan y se hacen amigos que están de acuerdo para abordar el misterio de encontrar Noriko y vengar novio de Kanae. En el camino, Nana recibe una llamada de teléfono desde el hospital donde se revela que su madre tuvo una convulsión. Ella va a visitar a su madre mientras Kanae bravos el metro por su cuenta. Allí, ella ve una sombra negro de inmediato. Se esconde detrás de una columna. teléfonos Nana ella para preguntarle cómo se hace. En ese momento, Yaeko parece salir del túnel y arrastra la mano Kanae con el brazalete en las vías del tren con un tren que viene. En ese momento aparece una mano ...
Nana, angustiada por la muerte de Kanae, las visitas a los perdidos y encontrados de los empleados. Ella le echa la culpa por no decirle que él sabe lo que está pasando. En ese momento, ella encuentra un libro de recuerdos (que encontró en sus amigos casillero que decía "¿Has visto el fantasma?") Y comparte lo que aprendió. Yaeko era una persona que murió en el túnel supone por un tren. Ella también dio a luz antes de morir, pero el bebé está muerto o vivo. Su billete de pulsera y se encuentran después de la escena del crimen para que averiguar Yaeko es después de sus pertenencias y su bebé que el hombre piensa que está muerto.
Mientras tanto, Kanae se despierta para encontrarse a sí misma en una casa. Hay una persona que se revela que ella perdió a su hijo, Yuuki, a Yaeko también. Ella revela que su hijo estaba poseído cuando llegaba a casa. Cuando abrió la puerta, su hijo (blanco pálido y Yaeko en las sombras) saltó sobre ella y empujó a uno de sus pulgares en sus ojos, y una en el lado derecho de la frente. Ella revela los lugares que tocaron, quedaron desfiguradas como si fueran quemaduras graves. teléfonos Kanae Nana para decirle que está bien. Nana dice que ella era su único amigo, y que ella salvará a Noriko, incluso si se muere. Kanae planea ir al metro para detenerla, diciendo que ella no tiene idea de lo que es tratar después de haber oído madre Yuuki historia. Nana cuelga y va con la pérdida y encontrada de los empleados del metro. Kanae Yuuki y la cabeza de la madre al metro para detenerlos.
Kanae y la madre de Yuuki se encuentran en un coche y viajan en un campo abierto. Cuando se encuentran con rieles de tren que conducen desde el túnel, un tren viene por lo que tiene que acabar. De repente, un montón de manos a aparecer en la ventana del asiento trasero. Yuuki es madre sacó del coche y Kanae está atrapado en el coche. Las manos la fuerza del coche para conducir en frente del tren, y Kanae dice: "Please Save Nana!" así como los choques de trenes en el vehículo.
Yuuki madre se encuentra con Nana y los perdidos y encontrados persona en el metro. Ella se presenta y dice que va a ir con ellos. Los objetos perdidos y encontrados persona conduce un tren sueltos en el túnel para una escapada rápida. Le hacen esperar allí. La madre y Nana encontrar Yaeko gatear hacia ellos. Ella agarra la cara y que la experiencia del pasado. Resulta Yaeko era una víctima también. Ella encontró el brazalete sobre el túnel. Cuando lo llevaban, un espíritu la llevó a un túnel justo cuando el tren llegó. Ella dio a luz después de su lesión. Los espíritus la arrastró hasta su muerte como su hijo se quedó allí llorando. Nana ve que hay tres marcas de cicatriz en el pecho del bebé. Debido a la tristeza y el odio de Yaeko, ella era un espíritu más fuerte que los que murieron allí.
Posteriormente, la madre de Yuuki es afligida por su hijo muerto, que ella no puede vengarse. Nana se aleja del espíritu de Yaeko y golpes en la pared, que se desploma. El muro revela una cueva. Ella entra en la cueva para encontrar la causa de este mal, una estatua de algún cementerio antiguo. Ella encuentra Noriko durmiendo en una montaña de cadáveres. Ella la despierta y está a punto de escapar hasta Yaeko (bajo control de la estatua) los ataca. la madre de Yuuki arrastra el espíritu hacia abajo sobre una estalagmita. espíritu de Yaeko muere, Nana ve las cicatrices mismo Yuuki pecho de la madre es exactamente la misma medida que el bebé Yaeko y que la madre de Yuuki es en realidad hijo de Yaeko. Yuuki madre muere susurrando que por fin ella pueda estar con su hijo.
Nana y Noriko correr de ida y vuelta en el túnel, de repente pueden oír los gritos y los cuerpos sin vida comienza a revivir de nuevo como zombis corriendo tras de estos.
Las hermanas escapan a la cueva. En ese momento el piso de abajo se derrumba, y Nana Cae.oriko trata de sacar a su hermana mayor, pero los zombi se acerca. El espíritu está detrás de Noriko y trata de agarrarla, pero Nana Agarra el espíritu y la deja para ir de la plataforma. Ella cae pero el chico agarra objetos perdidos de la mano y tira de ella para arriba. Cuando él era su acaparamiento, vio espíritu Kanae está tirando de ella para arriba también. Y escapan en el tren, corriendo en un par de zombis en el camino. Nana dice que no se detendrá, y los estados del hombre que no puede quedar así.
Al día siguiente, Noriko y Nana visitan a su madre. En las noticias, los objetos perdidos y encontrados chico ha causado una explosión en el túnel para sellar para siempre y evitar más muertes por las manos del mal desconocido.

## Reparto
- Aya Sugimoto
- Chinatsu Wakatsuki
- Erika Sawajiri
- Shun Oguri

## Estrenos
Primero fue lanzado el 27 de julio de 2006 en Corea, y luego el 30 de septiembre de 2006 en Japón. La película fue lanzado en Taiwán el 17 de noviembre de 2006 y Hong Kong el 23 de noviembre de 2006. En julio de 2007, ADV Films lanzó un doblaje de Inglés de localización de la película en DVD. En 2008, la película, junto con más de 30 otros títulos de ADV fue transferido a Funimation Entertainment, quien luego lo relanzó en 2009.
| País           | Estreno                                  |
| -------------- | ---------------------------------------- |
| Corea del Sur  | 27 de julio de 2006                      |
| Japón          | 30 de septiembre de 2006                 |
| Taiwán         | 17 de noviembre de 2006                  |
| Hong Kong      | 23 de noviembre de 2006                  |
| Tailandia      | 4 de enero de 2007                       |
| Singapur       | 18 de enero de 2007                      |
| Alemania       | 9 de febrero de 2007                     |
| Estados Unidos | 6 de junio de 2007                       |
| México         | 11 de diciembre de 2008 (Estreno en DVD) |

## Lanzamiento en DVD
En México salió con el nombre de 'El Tren de los Espíritus', distribuida por Zima Entertainment
Sobre la Película en Zima Entertainment (enlace roto disponible en Internet Archive; véase el historial, la primera versión y la última). --->